# Rezerwat przyrody Kamionna
Rezerwat przyrody Kamionna – leśny rezerwat przyrody na terenie gminy Trzciana, w powiecie bocheńskim, w województwie małopolskim.
Utworzony został zarządzeniem Ministra Ochrony Środowiska, Zasobów Naturalnych i Leśnictwa z dnia 25 lipca 1997 r. Obejmuje obszar lasu o powierzchni 64,04 ha należący do Nadleśnictwa Brzesko (leśnictwo Kamionna; oddział 146 i 147). Rezerwat znajduje się na terenie Beskidu Wyspowego, na północnych stokach góry Kamionna (801 m n.p.m.). Celem utworzenia rezerwatu jest ochrona dobrze zachowanych zespołów buczyny karpackiej i jedlin o naturalnym charakterze.
Znajduje się na wysokości ok. 500–750 m n.p.m. Teren rezerwatu obejmuje strome północne stoki góry całkowicie porośnięte lasem i jar potoku leśnego (najwyżej położone źródło Przegini). Jego koryto wcina się głęboko we flisz karpacki. Jest to rezerwat ścisły – nie prowadzi się tutaj gospodarki leśnej.

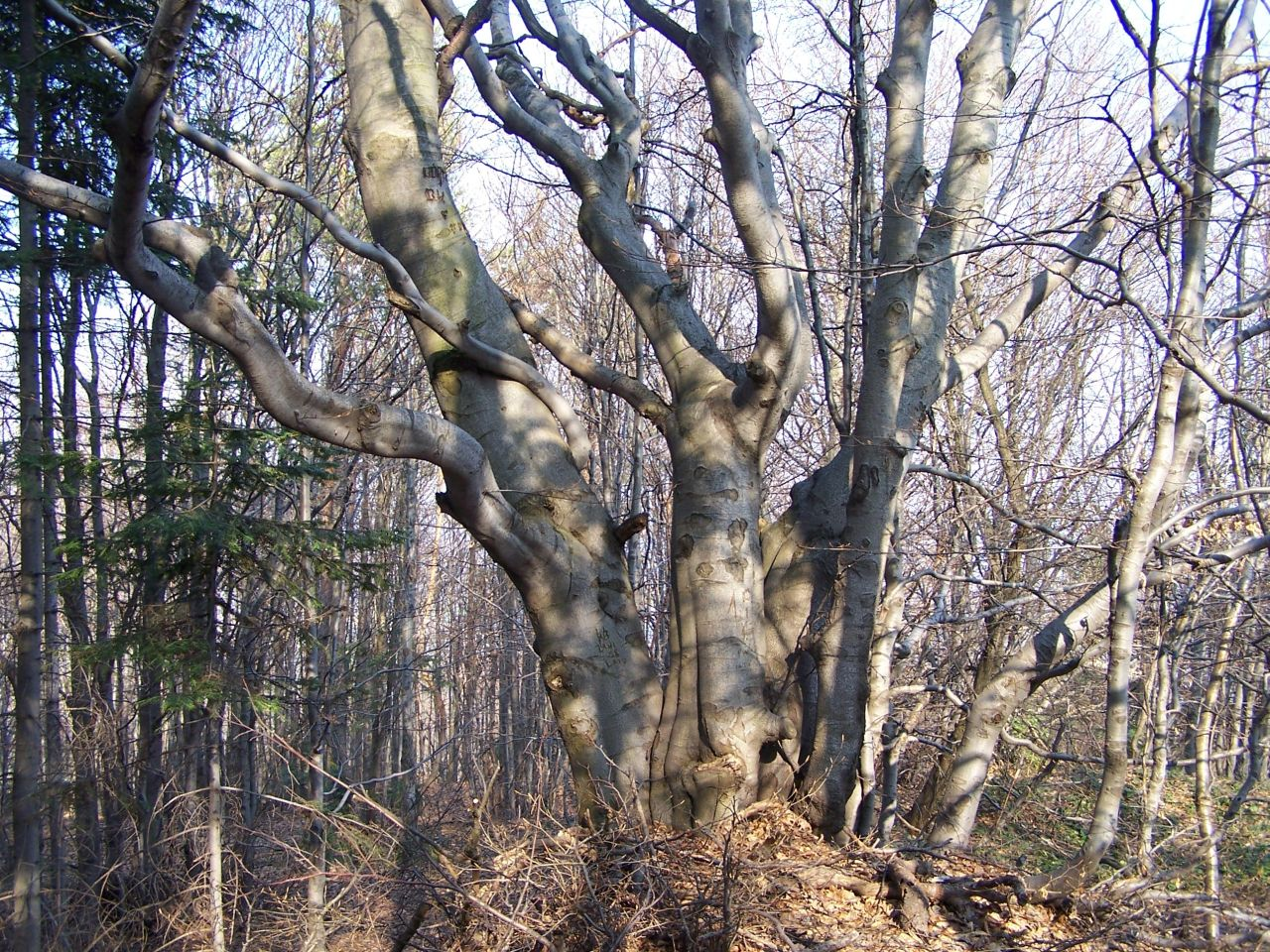
Buki w górnych partiach lasu

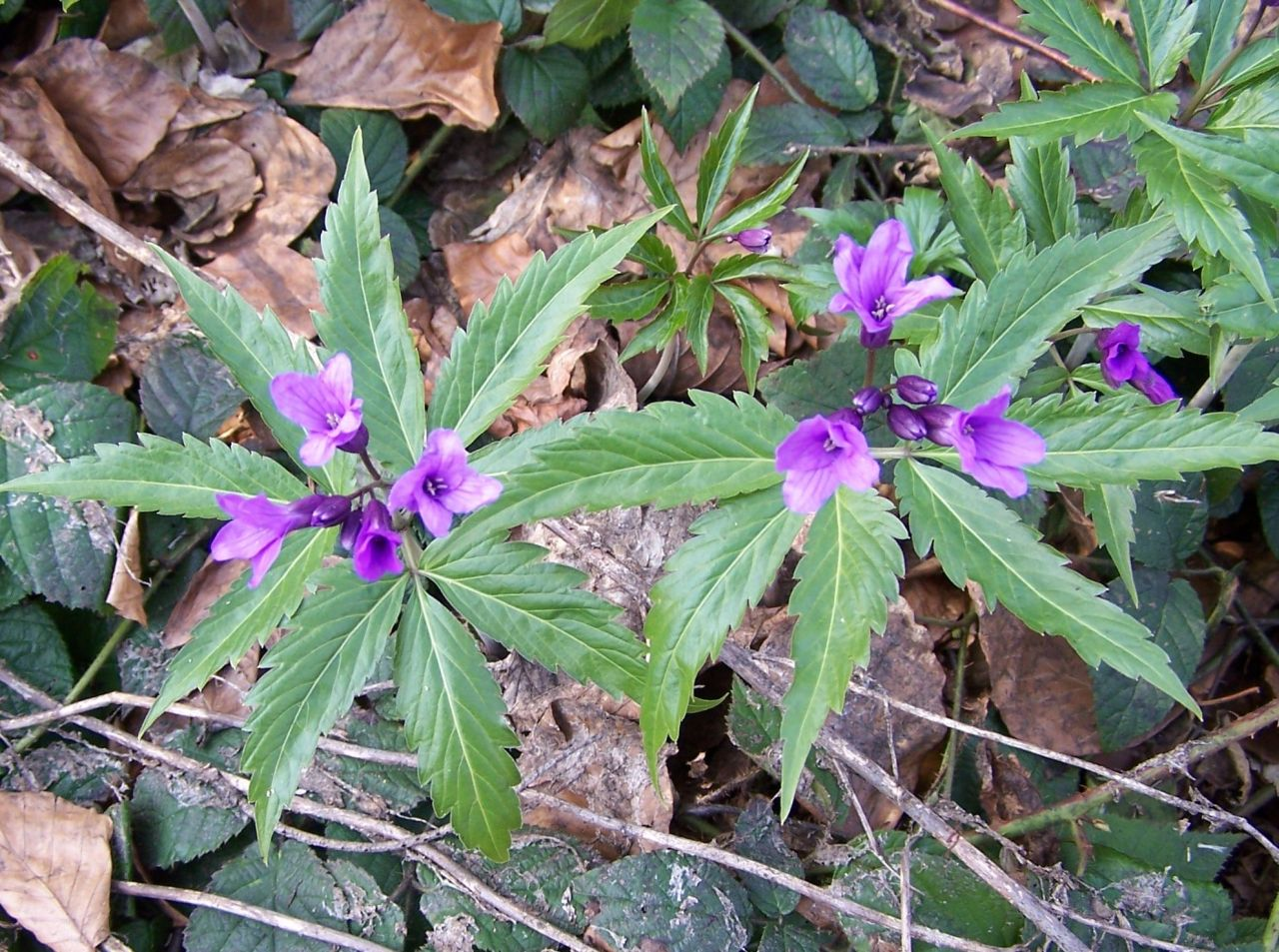
Wiosną masowo zakwita tutaj żywiec gruczołowaty

## Flora
¾ powierzchni rezerwatu zajmuje buczyna karpacka, resztę zespoły jedlin. Wśród drzewostanu głównie buki i jodły – niektóre z nich mają 90 lat. Domieszkę stanowi jawor, olsza szara, brzoza, sosna zwyczajna. Buki i jodły tworzą zwarte i cieniste drzewostany. Warstwa podszytu i runa leśnego jest więc słabo rozwinięta. Rośliny runa leśnego rozwijają się głównie wczesną wiosną, przed rozwinięciem liści przez drzewa. Masowo zakwita tutaj subendemit karpacki żywiec gruczołowaty.
Prócz niego rosną tutaj: kopytnik pospolity, czosnek niedźwiedzi, miesięcznica trwała, parzydło leśne, miodunka ćma, bluszcz pospolity, wawrzynek wilczełyko, zawilec gajowy, listera jajowata. Na obrzeżach rezerwatu, przy ścieżce i na polanach występują: goryczka trojeściowa, dziewięćsił bezłodygowy, ciemiężyca zielona (silnie trująca), marzanka wonna, lilia złotogłów, śnieżyczka przebiśnieg, pierwiosnek wyniosły. Wśród występujących tu roślin odnotowano 10 gatunków roślin chronionych. Osobliwością rezerwatu jest rzadki gatunek grzyba – soplówka jodłowa.

## Fauna
Występuje tu ok. 40 gatunków ptaków, a wśród nich: zięba, kowalik, sikory, świstunka leśna, rudzik, drozd śpiewak, kos, kowalik, trznadel. Z większych ptaków występują: kukułka, kruk, dzięcioły, myszołów, jarząbek, obserwowano w czasie żerowania bociana czarnego. Czasami można spotkać orzechówkę, paszkota, gila, muchołówkę małą.
Z płazów występują: żaba trawna, kumak górski, salamandra plamista (jest tutaj dość pospolita). Gady reprezentowane są przez jaszczurkę zwinkę, żmiję zygzakowatą, padalca. Ze ssaków spotkać można jelenia, dzika, sarnę, borsuka, lisa, kunę leśną, zająca szaraka, jeża europejskiego, orzesznicę, popielicę, wiewiórkę pospolitą. Liczniej występują drobne gatunki z rodziny nornikowatych i myszowatych.

## Szlaki turystyki pieszej
Przez teren rezerwatu prowadzi niebieski szlak turystyczny – odcinek od Rozdziela na szczyt góry Kamionna. Wychodząc od asfaltowej drogi Bochnia – Limanowa na przełęczy Widoma (535 m n.p.m.) skręcamy na prawo w boczną drogę. Przechodzimy obok bacówki U Wojtka, dalej koło wyciągu narciarskiego i wspinamy się na szczyt Kamionnej. Od szczytu góry Kamionna schodzimy nieco w dół na śródleśną polankę i wędrujemy dalej grzbietem Kamionnej. Po lewej stronie mijamy torfowisko śródleśne, które powstało na miejscu dawnego jeziorka (stąd dawna nazwa góry Jeziernik). Jest to jedno z nielicznych w Polsce torfowisk znajdujących się pod samym wierzchołkiem góry. Rezerwat znajduje się po prawej stronie szlaku turystycznego (jest tablica informacyjna).